# Christen Paysse
Christen Paysse (ur. 27 marca 1989) – amerykańska zapaśniczka. Srebrna medalistka mistrzostw panamerykańskich w 2010. Zawodniczka University of the Cumberlands.